# Tatsumi (métro de Tokyo)
Pour les articles homonymes, voir Tatsumi.
Tatsumi (辰巳駅, Tatsumi-eki) est une station du métro de Tokyo sur la ligne Yūrakuchō dans l'arrondissement de Kōtō à Tokyo. Elle est exploitée par le Tokyo Metro.

## Situation sur le réseau
La station Tatsumi est située au point kilométrique (PK) 26,8 de la ligne Yūrakuchō.

## Histoire
La station a été inaugurée le 8 juin 1988.

## Services aux voyageurs

### Accès et accueil
La station est ouverte tous les jours. Elle se compose d'un quai central encadré par 2 voies.
En moyenne, 29 474 voyageurs ont fréquenté quotidiennement la station en 2015 (côté Tokyo Metro).

### Desserte
- Ligne Yūrakuchō :
  - voie 1 : direction Shin-Kiba
  - voie 2 : direction Kotake-Mukaihara (interconnexion avec la ligne Seibu Yūrakuchō pour Hannō) ou Wakōshi (interconnexion avec la ligne Tōbu Tōjō Line pour Shinrinkōen)

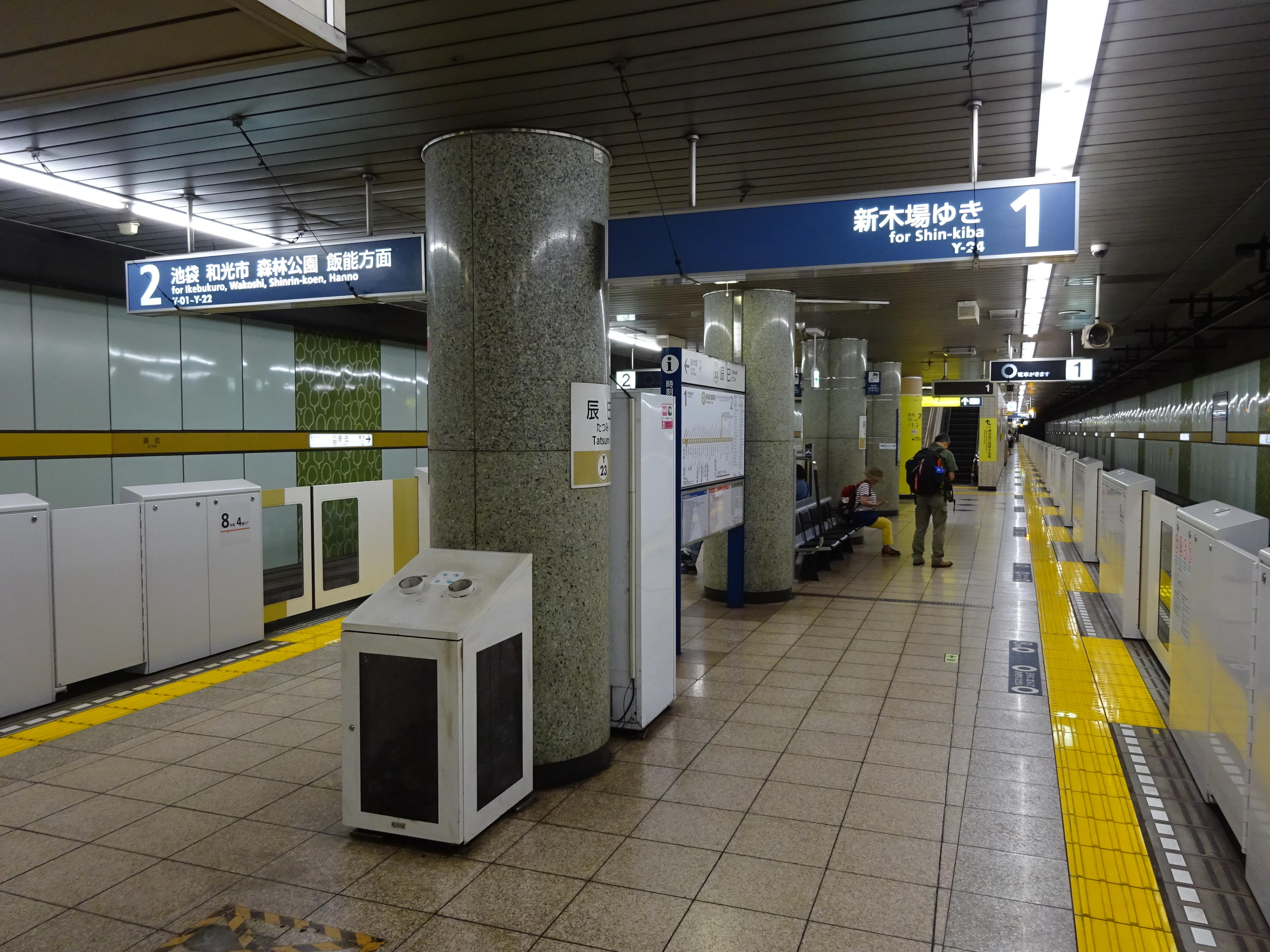
Quai de la ligne Yūrakuchō
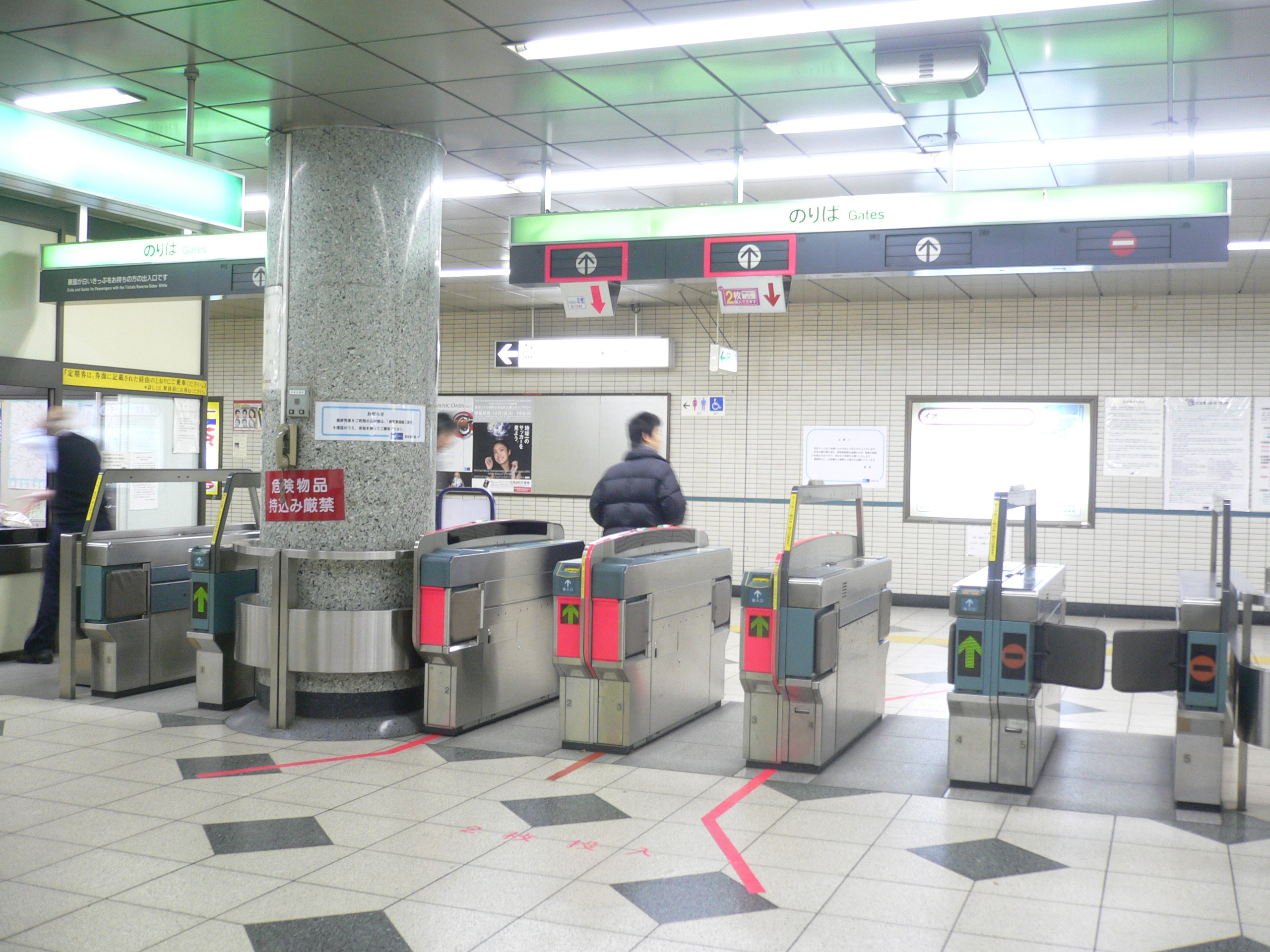
Ligne de contrôle